# Châu Thành, Tiền Giang
Châu Thành là một huyện cũ thuộc tỉnh Tiền Giang, Việt Nam.

## Địa lý
Huyện Châu Thành nằm ở vị trí trung tâm của tỉnh Tiền Giang, có vị trí địa lý:
- Phía đông giáp thành phố Mỹ Tho và huyện Chợ Gạo
- Phía tây giáp thị xã Cai Lậy và huyện Cai Lậy
- Phía nam giáp huyện Châu Thành, tỉnh Bến Tre
- Phía bắc giáp huyện Tân Phước và thành phố Tân An, tỉnh Long An.

Huyện lỵ là thị trấn Tân Hiệp nằm trên đường Quốc lộ 1 cách thành phố Mỹ Tho 10 km về hướng bắc và cách thành phố Tân An 15 km về hướng tây nam.
Đây cũng là địa phương có hai tuyến Đường cao tốc Thành phố Hồ Chí Minh – Trung Lương và Đường cao tốc Trung Lương – Mỹ Thuận đi qua đã được đưa vào khai thác.

### Điều kiện tự nhiên
Huyện có địa hình tương đối phức tạp, thấp dần từ Nam đến Bắc, từ Đông sang Tây xen kẽ những giồng cát gò cao và những vùng trũng, gồm có 3 dạng chính như sau:
- Vùng cao: có độ cao từ 1,1 mét - 1,7 mét, phân bố dọc theo Quốc lộ 1 và khu vực Đông Nam của huyện.
- Vùng trung bình: có độ cao từ 0,8 - 1,2 m, phân bố chủ yếu phía Nam Quốc lộ 1.
- Vùng thấp: có độ cao từ 0,5 - 0,8 m, phân bố phía Bắc Quốc lộ 1, gồm các xã Điềm Hy một phần Nhị Bình, Long Định, Tam Hiệp.

Đất đai ở huyện châu thành chia thành 3 nhóm đất chính là:
- Nhóm đất phù sa: phát triển trên trầm tích sông biển và trầm tích sông đầm lầy phân bố chủ yếu ở phía Nam và một phần ở phía Đông.

- Nhóm đất phèn: phân bố dọc Bắc Quốc lộ 1, đường 870 và 866.

- Nhóm đất giồng và đất dốc bồi tụ: phân bố thành một hành lang hẹp nằm giữa 2 vùng trên.

### Sông ngòi
Sông Tiền đoạn chảy ngang huyện có nhiều dài 17,5 km. Sông Vàm Cỏ Tây ảnh hưởng đến một phần diện tích thuộc khu vực Bắc Quốc lộ 1.

## Hành chính
Huyện Châu Thành có 20 đơn vị hành chính cấp xã trực thuộc, bao gồm thị trấn Tân Hiệp (huyện lỵ) và 19 xã: Bàn Long, Bình Đức, Bình Trưng, Điềm Hy, Đông Hòa, Kim Sơn, Long An, Long Định, Long Hưng, Nhị Bình, Phú Phong, Song Thuận, Tam Hiệp, Tân Hội Đông, Tân Hương, Tân Lý Đông, Thân Cửu Nghĩa, Thạnh Phú, Vĩnh Kim.

## Lịch sử

### Vài nét về địa danh Châu Thành
Trong văn học dân gian ở Nam Bộ có khá nhiều câu sử dụng từ "châu thành", mặc dù trong văn bản được viết hoa, nhưng "châu thành" ở đây được dùng như là một danh từ chung, chỉ nơi phố xá đông đúc, văn minh. Từ "châu thành" vốn là một từ Hán-Việt, được sử dụng khá phổ biến ở Nam Bộ. Khái niệm "châu thành" có thể hiểu là: 
- Phố phường, thành thị, nơi dân cư đông đúc
- Khu vực chính một xứ hay một tỉnh
- Vùng đất bao quanh, ở cạnh thành phố, thị xã, đơn vị hành chính cấp huyện.

Sau khi chiếm nốt 3 tỉnh miền Tây Nam Kỳ, ngày 5 tháng 6 năm 1867, thực dân Pháp ra nghị định chia 6 tỉnh Nam Kỳ ra 24 hạt tham biện (arondissemnent). Viên cai trị hạt là tham biện (inspecteur, sau đổi là administrateur). Lỵ sở của hạt gọi là "châu thành", có chức năng như một "trung tâm hành chính" của hạt. Bắt đầu từ năm 1912, địa danh Châu Thành chính thức được đặt tên cho nhiều đơn vị hành chính cấp quận ở các tỉnh Nam Kỳ.
Ban đầu, "châu thành" chỉ các trung tâm hành chính, nơi có chợ búa, các cơ quan của hạt tham biện trú đóng. Sau khi thành lập các thị xã với chức năng "tỉnh lỵ", nó chiếm một phần diện tích của "châu thành", phần diện tích còn lại vẫn giữ tên cũ là quận Châu Thành và sau này là huyện Châu Thành. Hiện nay các thị xã tỉnh lỵ đó đều đã được nâng cấp trở thành các thành phố trực thuộc tỉnh.
Huyện Châu Thành thuộc tỉnh Tiền Giang ngày nay chính là quận Châu Thành thuộc tỉnh Mỹ Tho thời Pháp thuộc. Địa bàn thành phố Mỹ Tho ngày nay khi đó vẫn nằm trong quận Châu Thành.

### Thời phong kiến
Đất đai huyện Châu Thành được khai phá và ổn định dân cư sớm nhất ở đồng bằng Sông Cửu Long.
Vào khoảng đầu thế kỷ thứ XVII, vùng giồng cát huyện Châu Thành đã có người vào khai hoang lập nghiệp.
Năm 1772, một đơn vị hành chính nhỏ, có tính quân sự được đặt riêng tại Tiền Giang là đạo Trường Đồn. Đạo Trường Đồn được đặt tại giồng Kiến Định tức là vùng thị trấn Tân Hiệp ngày nay.
Năm 1779, đạo Trường Đồn được nâng lên dinh (tương đương với tỉnh sau này).
Năm 1781, dinh Trường Đồn được đổi tên lại là dinh Trấn Định. Lỵ sở dinh Trấn Định đóng tại gò đất cao (chỗ khu vực Văn phòng Huyện ủy huyện Châu Thành ngày nay). Giồng Kiến Định là trung tâm hành chính của vùng Tiền Giang trong khoảng 20 năm.
Mãi đến năm 1792, lỵ sở Trấn Định mới dời về thôn Mỹ Chánh (Mỹ Tho).
Năm 1808, vùng Tân Hiệp lại trở thành vùng thị tứ như cũ. Lỵ sở phủ Kiến An kiêm nhiếp huyện Kiến Hưng đến đóng tại thôn Tân Lý Tây.
Đến năm 1833, lỵ sở lại dời về thôn Tân Hiệp.
Vào thời nhà Nguyễn độc lập, vùng đất huyện Châu Thành, huyện Tân Phước và thành phố Mỹ Tho ngày này thuộc huyện Kiến Hưng, phủ Kiến An, tỉnh Định Tường.
Năm 1836, huyện Kiến Hưng có 5 tổng với các làng trực thuộc như sau:
- Tổng Hưng Long gồm 14 thôn: Bình An, Bình Long Đông, Chánh Đông, Đông An, Ngãi Lợi, Phú Khương, Phú Thượng, Tân Đông, Tân Hòa Đông, Tân Hòa Tây, Thủy Đông, Trường Thạnh, Tuyên Thạnh, Vĩnh Thạnh
- Tổng Hưng Nhơn gồm 12 thôn: Dương Hòa, Định Hòa, Hưng Thạnh, Long Định, Mỹ Điền, Nhị Bình, Phú Mỹ, Phước An, Tân Hội Đông, Tân Hội Tây, Tân Lý Đông, Tân Lý Tây
- Tổng Hưng Nhượng gồm 12 thôn: Bình An Đông, Bình Cư, Bình Qươn, Hòa Mỹ, Lợi Thạnh, Nhơn Hậu, Nhơn Lý Tây, Nhơn Nhượng, Tân Hiệp, Tân Hương Tây, Tường Khánh, Xuân Sanh
- Tổng Thuận Bình gồm 15 thôn: An Phước, An Thạnh, Bình Đông, Bình Sơn, Bình Thuyên Đông, Hữu Đạo, Long Hưng, Long Thạnh, Mỹ Thuận Đông, Mỹ Thuận Tây, Tân Đức Đông, Tân Đức Tây, Tân Phú Đông, Vĩnh Kim Đông, Vĩnh Kim Tây
- Tổng Thuận Trị gồm 19 thôn: An Đức, An Đức Đông, An Hòa, An Thành, An Vĩnh, Bình Tạo, Cửu Viễn, Đạo Ngạn, Điều Hòa, Long Hội, Long Hội Tây, Ngãi Hữu, Nhơn Hòa, Phú Đức Đông, Phú Đức Tây, Tân Thuận, Thân Nhơn, Thới Sơn, Trung Lương.

Riêng vùng đất tổng Hưng Long ngày nay thuộc các huyện vùng Mộc Hóa, Đồng Tháp Mười của tỉnh Long An (trước năm 1976 toàn bộ vùng đất này thuộc tỉnh Kiến Tường cũ).

### Thời Pháp thuộc
Sau khi chiếm hết được ba tỉnh miền Đông Nam Kỳ vào năm 1862, thực dân Pháp dần xóa bỏ tên gọi tỉnh Định Tường cùng hệ thống hành chính phủ huyện cũ thời nhà Nguyễn, đồng thời đặt ra các hạt Thanh tra. Lúc bấy giờ, hạt Thanh tra Kiến Hưng (cũng gọi là hạt Thanh tra Kiến An) được thành lập trên địa bàn huyện Kiến Hưng thuộc phủ Kiến An, tỉnh Định Tường cũ. Trụ sở hạt Thanh tra Kiến Hưng (hay Kiến An) đặt tại Mỹ Tho. Lúc đầu, hạt Thanh tra tạm gọi tên theo tên các phủ huyện cũ, sau mới đổi tên gọi theo địa điểm đóng trụ sở. Về sau, hạt Thanh tra Kiến Hưng (hay Kiến An) cũng được đổi tên thành hạt Thanh tra Mỹ Tho; bao gồm 4 tổng: Hưng Nhơn, Hưng Nhượng, Thuận Bình và Thuận Trị. Đồng thời, tổng Hưng Long cũng được giao về cho hạt Thanh tra Tân An.
Sau năm 1876, các thôn đổi thành làng (village). Ngày 5 tháng 1 năm 1876, hạt Thanh tra Mỹ Tho đổi thành hạt tham biện Mỹ Tho.
Ngày 1 tháng 1 năm 1900, tất cả các hạt tham biện ở Đông Dương điều thống nhất gọi là "tỉnh", trong đó có tỉnh Mỹ Tho.
Sau năm 1900, thực dân Pháp thành lập Trung tâm Hành chánh Châu Thành thuộc tỉnh Mỹ Tho có 4 tổng: Thuận Trị (10 làng), Thuận Bình (16 làng), Hưng Nhơn (13 làng), Hưng Nhượng (6 làng).
Ngày 22 tháng 3 năm 1912, thực dân Pháp lập quận Châu Thành thuộc tỉnh Mỹ Tho, ban đầu gồm 2 tổng: Thuận Trị và Thuận Bình.
Ngày 24 tháng 10 năm 1925, đia giới các làng được điều chỉnh lại, tổng Thuận Bình và Thuận Trị chỉ còn 10 làng mỗi tổng.
Ngày 1 tháng 1 năm 1928, quận Châu Thành nhận thêm tổng Hưng Nhơn và tổng Hưng Nhượng từ quận Bến Tranh vừa bị giải thể. Lúc này, tổng Hưng Nhượng cũng bị giải thể và sáp nhập vào tổng Hưng Nhơn.
Thời Pháp thuộc, làng Điều Hòa vừa đóng vai trò là quận lỵ quận Châu Thành và là tỉnh lỵ tỉnh Mỹ Tho. Theo Nghị định ngày 18 tháng 12 năm 1928 của Toàn quyền Đông Dương, thành lập thị xã Mỹ Tho (còn gọi là thị xã hỗn hợp hay là Hiệp xã) trực thuộc tỉnh Mỹ Tho trên phần đất làng Điều Hòa trước đó.
Năm 1902, các tổng Hưng Nhơn, Hưng Nhượng, Thuận Trị và Thuận Bình có các làng trực thuộc như sau:
- Tổng Hưng Nhơn gồm 13 làng: Hưng Thạnh, Mỹ Điền, Phước Lộc, Phú Mỹ, Tân Hội Đông, Tân Hội Tây, Dương Hòa, Tân Thành, Tân Lý Đông, Tân Lập, Long Định, Định Hòa, Nhị Bình
- Tổng Hưng Nhượng gồm 6 làng: Tân Hương, Tân Hương Tây, Tân Hiệp, Tân Lý Tây, Hòa Mỹ, Tịnh Giang
- Tổng Thuận Trị gồm 19 làng: Thân Nhơn, Cửu Viễn, Nghĩa Hữu, Nhơn Hòa, An Hội, Long Hội Tây, Long Hội, An Vĩnh, Bình Tạo, An Đức, Tân Thuận, Đạo Ngạn, Thạnh Trị, Trung Lương, An Đức Đông, Thới Sơn, Điều Hòa, Phú Đức, Phú Túc
- Tổng Thuận Bình gồm 15 làng: Mỹ Thuận Đông, Mỹ Thuận Tây, Vĩnh Kim Đông, Vĩnh Kim Tây, Hữu Đạo, Dưỡng Điềm, Điềm Hy, Bình Đông, Bình Hòa Đông, Bình Sơn, Phong Trưng, An Phước, An Thạnh, Long Hưng, Thạnh Phú.

Cũng từ năm 1912, tổng Thuận Bình nhận thêm ba làng Kim Sơn, Phú Phong và Bàn Long từ tổng Lợi Trường của quận Cai Lậy.
Đến năm 1928, khi tổng Hưng Nhượng bị giải thể, duy nhất làng Hòa Tịnh (hợp nhất Hòa Mỹ và Tịnh Giang) được nhập vào tổng Thạnh Quơn thuộc quận Chợ Gạo.
Thực dân Pháp chủ trương tiết kiệm ngân sách nên từ năm 1905 đến năm 1933 đã có nhiều lần sáp nhập các đơn vị hành chánh cơ sở (làng). Do vậy, vào năm 1945, nếu so sánh với giai đoạn trước thì tổng số làng trong tỉnh Mỹ Tho nói chung và quận Châu Thành nói riêng đã giảm.
Sau nhiều lần sáp nhập và thành lập các làng mới, đến cuối năm 1933 quận Châu Thành thuộc tỉnh Mỹ Tho có các làng trực thuộc với các tên gọi mới như sau: 
- Tổng Hưng Nhơn gồm 10 làng: Hưng Thạnh Mỹ (hợp nhất Hưng Thạnh, Mỹ Điền và Phước Lộc), Phú Mỹ, Tân Hội Đông, Tân Hòa Thành (hợp nhất Tân Hội Tây, Dương Hòa và Tân Thành), Tân Lý Đông (sáp nhập Tân Lập vào Tân Lý Đông), Long Định (sáp nhập Định Hòa vào Long Định), Nhị Bình, Tân Hương (sáp nhập Tân Hương Tây vào Tân Hương), Tân Hiệp, Tân Lý Tây
- Tổng Thuận Trị gồm 10 làng: Thân Cửu Nghĩa (hợp nhất Thân Nhơn, Cửu Viễn và Nghĩa Hữu), Tam Hiệp (hợp nhất Nhơn Hòa, An Hội và Long Hội Tây), Long An (hợp nhất Long Hội và An Vĩnh), Bình Đức (hợp nhất Bình Tạo, An Đức và Tân Thuận), Đạo Thạnh (hợp nhất Đạo Ngạn và Thạnh Trị), Trung An (hợp nhất Trung Lương và An Đức Đông), Thới Sơn, Điều Hòa, Phú Đức, Phú Túc
- Tổng Thuận Bình gồm 13 làng: Song Thuận (hợp nhất Mỹ Thuận Đông và Mỹ Thuận Tây), Vĩnh Kim (hợp nhất Vĩnh Kim Đông và Vĩnh Kim Tây), Hữu Đạo, Dưỡng Điềm, Điềm Hy, Đông Hòa (hợp nhất Bình Đông và Bình Hòa Đông), Bình Trưng (hợp nhất Bình Sơn và Phong Trưng), Phước Thạnh (hợp nhất An Phước và An Thạnh), Long Hưng, Thạnh Phú, Kim Sơn, Bàn Long, Phú Phong.

### Giai đoạn 1956 - 1976

#### Việt Nam Cộng hòa
Sau năm 1956, các làng gọi là xã. Ngày 27 tháng 6 năm 1956, chính quyền Việt Nam Cộng hòa quyết định sáp nhập hai xã Phú Túc và Phú Đức thuộc quận Châu Thành vào quận Bình Đại (trước đó là quận An Hóa) cùng thuộc tỉnh Mỹ Tho lúc bấy giờ (nay 2 xã này thuộc huyện Châu Thành, tỉnh Bến Tre). Ngày 28 tháng 6 năm 1956, chính quyền Việt Nam Cộng hòa lại quyết định tách quận Bình Đại ra khỏi tỉnh Mỹ Tho để nhập về tỉnh Bến Tre.
Ngày 21 tháng 7 năm 1956, chính quyền Việt Nam Cộng hòa tái lập quận Bến Tranh thuộc tỉnh Mỹ Tho. Lúc này, tổng Hưng Nhơn được trả về cho quận Bến Tranh. Từ đó ranh giới phía bắc trở lại như thời gian 1913 - 1928. Quận lỵ Bến Tranh ban đầu vẫn đặt tại xã Lương Hòa Lạc (trước đó thuộc quận Chợ Gạo), vốn là nơi đặt chợ Bến Tranh.
Tuy nhiên, đến ngày 5 tháng 12 năm 1957, chính quyền Việt Nam Cộng hòa lại ban hành quyết định về việc dời quận lỵ quận Bến Tranh từ xã Lương Hòa Lạc tới xã Tân Hiệp (ngày nay là thị trấn Tân Hiệp thuộc huyện Châu Thành).
Sau ngày 22 tháng 10 năm 1956, chính quyền Việt Nam Cộng hòa đặt quận Châu Thành và quận Bến Tranh cùng thuộc tỉnh Định Tường; quận lỵ quận Châu Thành vẫn đặt tại xã Điều Hòa. Trong giai đoạn 1956 - 1960, xã Điều Hòa vừa đóng vai trò là quận lỵ quận Châu Thành và là tỉnh lỵ tỉnh Định Tường (tỉnh lỵ có tên là "Mỹ Tho").
Ngày 31 tháng 1 năm 1958, lập xã Tân Long trên phần đất cù lao Rồng thuộc xã Bình Đức.
Ngày 08 tháng 11 năm 1960, quận Châu Thành đổi tên thành quận Long Định, đồng thời dời quận lỵ tới xã Long Định.
Ngày 23 tháng 5 năm 1964, chia quận Long Định thành quận Châu Thành và Long Định. Quận Châu Thành, quận lỵ tại xã Trung An, gồm 2 tổng Thuận Trị với 6 xã, Thuận Hòa (mới lập) với 6 xã, trong đó có nhận thêm 2 xã Mỹ Phong, Tân Mỹ Chánh tách từ quận Chợ Gạo. Quận Long Định, quận lỵ tại xã Long Định còn 2 tổng: Thuận Bình với 7 xã, Lợi Trường (lập lại) với 7 xã.
Sau năm 1965, các tổng đều bị giải thể. Về sau, quận lỵ quận Châu Thành cũng được dời qua xã Đạo Thạnh (kế bên xã Trung An).
Ngày 24 tháng 3 năm 1969, quận Long Định đổi tên là quận Sầm Giang theo Nghị định số 339-ND-NV của chính quyền Việt Nam Cộng hòa, đồng thời quận lỵ cũng được dời đến xã Vĩnh Kim.
Từ năm 1956 đến năm 1970, tỉnh lỵ Mỹ Tho của tỉnh Định Tường cũng nằm trong địa phận xã Điều Hòa thuộc quận Châu Thành.
Đến ngày 30 tháng 9 năm 1970, chính quyền Việt Nam Cộng hòa cải biến xã Điều Hòa thành thị xã Mỹ Tho.
Kể từ đó cho đến năm 1975, theo sự phân chia, sắp xếp hành chính của chính quyền Việt Nam Cộng hòa:
- Quận Châu Thành có 11 xã trực thuộc: Bình Đức, Đạo Thạnh, Long An, Mỹ Phong, Phước Thạnh, Tam Hiệp, Tân Long, Tân Mỹ Chánh, Thạnh Phú, Thới Sơn, Trung An. Quận lỵ đặt tại xã Trung An.
- Quận Bến Tranh có 15 xã trực thuộc: Tân Hội Đông, Tân Lý Tây, Tân Lý Đông, Tân Hương, Tân Hiệp, Thân Cửu Nghĩa, Tân Hoà Thành, Phú Mỹ, Lương Hoà Lạc, Hoà Tịnh, Mỹ Tịnh An, Phú Kiết, Tân Bình Thạnh, Thanh Bình, Trung Hoà. Quận lỵ đặt tại xã Tân Hiệp.
- Quận Sầm Giang có 14 xã trực thuộc: Hưng Thạnh Mỹ, Nhị Bình, Long Định, Dưỡng Điềm, Điềm Hy, Hữu Đạo, Bình Trưng, Bàn Long, Phú Phong, Đông Hòa, Vĩnh Kim, Kim Sơn, Long Hưng, Song Thuận. Quận lỵ đặt tại xã Vĩnh Kim.

#### Chính quyền Cách mạng
Về phía chính quyền Cách mạng, địa giới hành chính của huyện Châu Thành thuộc tỉnh Mỹ Tho trong giai đoạn 1956 - 1975 vẫn được duy trì như trước năm 1956. Bên cạnh đó, chính quyền Cách mạng vẫn duy trì thị xã Mỹ Tho trực thuộc tỉnh Mỹ Tho trong giai đoạn 1956 - 1967.
Ngày 24 tháng 8 năm 1967, Trung ương Cục miền Nam nâng cấp thị xã lên thành thành phố Mỹ Tho, là đơn vị hành chính cấp tỉnh trực thuộc Khu 8, tồn tại ngang bằng với tỉnh Mỹ Tho cho đến năm 1976. Địa bàn thị xã Mỹ Tho và sau đó là thành phố Mỹ Tho bao gồm các xã Điều Hòa, Đạo Thạnh, Trung An, Tân Long, Mỹ Phong, Tân Mỹ Chánh vốn cùng thuộc địa bàn quận Châu Thành, tỉnh Định Tường của chính quyền Việt Nam Cộng hòa.
Đồng thời, tên gọi xã Hưng Thạnh Mỹ của chính quyền thực dân Pháp cũ và sau đó là Việt Nam Cộng hòa sử dụng không được phía chính quyền Cách mạng công nhận mà thay vào đó, vẫn giữ nguyên tên của hai xã riêng biệt là Hưng Thạnh và Mỹ Phước như trước khi chính quyền thực dân Pháp cho hợp nhất hai xã này và lấy tên chung là Hưng Thạnh Mỹ. Đặc biệt, địa bàn xã Hưng Thạnh Mỹ của chính quyền Việt Nam Cộng hòa tương ứng với xã Mỹ Phước của chính quyền Cách mạng; địa bàn xã Phú Mỹ của chính quyền Việt Nam Cộng hòa tương ứng với hai xã Phú Mỹ và Hưng Thạnh của chính quyền Cách mạng. Ngoài ra, chính quyền Cách mạng vẫn duy trì xã Tân Lập như trước thời điểm xã này bị chính quyền thực dân Pháp giải thể và sáp nhập vào xã Tân Lý Đông.
Năm 1967, huyện Châu Thành được chia thành hai huyện là Châu Thành Bắc và Châu Thành Nam thuộc tỉnh Mỹ Tho. Ranh giới giữa hai huyện này chủ yếu được lấy theo tuyến đường Quốc lộ 4 lúc bấy giờ (ngày nay là Quốc lộ 1). Năm 1975, lại hợp nhất thành một huyện Châu Thành như cũ:
- Huyện Châu Thành Bắc có các xã trực thuộc: Tân Hội Đông, Tân Lý Tây, Tân Lý Đông, Tân Hương, Tân Hiệp, Thân Cửu Nghĩa, Tân Hoà Thành, Tân Lập, Phú Mỹ, Long An, Tam Hiệp, Hưng Thạnh, Mỹ Phước, Nhị Bình, Long Định, Điềm Hy.
- Huyện Châu Thành Nam có các xã trực thuộc: Bình Đức, Phước Thạnh, Thạnh Phú, Thới Sơn, Dưỡng Điềm, Hữu Đạo, Bình Trưng, Bàn Long, Phú Phong, Đông Hòa, Vĩnh Kim, Kim Sơn, Long Hưng, Song Thuận

Bên cạnh đó, chính quyền Cách mạng vẫn đặt các xã Lương Hoà Lạc, Hoà Tịnh, Mỹ Tịnh An, Phú Kiết, Tân Bình Thạnh, Thanh Bình, Trung Hoà trong suốt giai đoạn 1956 - 1975 cùng thuộc huyện Chợ Gạo, tỉnh Mỹ Tho như cũ.
Sau ngày 30 tháng 4 năm 1975, chính quyền quân quản Cộng hòa miền Nam Việt Nam của tỉnh Mỹ Tho giải thể các quận Châu Thành, Sầm Giang và một phần quận Bến Tranh cũ để hợp nhất thành huyện Châu Thành thuộc tỉnh Mỹ Tho như trước đó cho đến đầu năm 1976. Đồng thời, xã Tân Hòa Đông trực thuộc huyện Châu Thành cũng được thành lập do tách một phần đất đai từ xã Tân Đông thuộc quận Tuyên Nhơn, tỉnh Kiến Tường trước đó.

### Từ năm 1976 đến nay
Tháng 3 năm 1976, huyện Châu Thành trực thuộc tỉnh Tiền Giang cho đến ngày nay. Huyện lỵ là thị trấn Tân Hiệp, được thành lập trên toàn bộ phần đất xã Tân Hiệp trước đó (trước đây là nơi đặt quận lỵ quận Bến Tranh của tỉnh Định Tường). Huyện Châu Thành ban đầu gồm 31 đơn vị hành chính trực thuộc, các xã: Bàn Long, Bình Đức, Bình Trưng, Điềm Hy, Đông Hòa, Dưỡng Điềm, Hưng Thạnh, Hữu Đạo, Kim Sơn, Long An, Long Định, Long Hưng, Mỹ Phước, Nhị Bình, Phú Mỹ, Phú Phong, Phước Thạnh, Song Thuận, Tam Hiệp, Tân Hòa Đông, Tân Hòa Thành, Tân Hội Đông, Tân Hương, Tân Lập, Tân Lý Đông, Tân Lý Tây, Thân Cửu Nghĩa, Thạnh Phú, Thới Sơn, Vĩnh Kim và thị trấn Tân Hiệp.
Ngày 11 tháng 7 năm 1994, Chính phủ Việt Nam ban hành Nghị định số 68-CP về việc thành lập huyện Tân Phước thuộc tỉnh Tiền Giang trên cơ sở tách đất hai huyện Châu Thành và Cai Lậy. Lúc này, 6 xã Tân Hòa Đông, Hưng Thạnh, Mỹ Phước, Phú Mỹ, Tân Lập và Tân Hòa Thành được giao về cho huyện Tân Phước quản lý. Sau khi nhập vào huyện Tân Phước, các xã này được chia lại như sau:
1. Tách đất xã Mỹ Phước để thành lập thị trấn Mỹ Phước (thị trấn huyện lỵ huyện Tân Phước)
2. Chia xã Tân Lập thành 2 xã: Tân Lập 1 và Tân Lập 2
3. Tách một phần đất đai 2 xã Mỹ Phước và Tân Lập để thành lập mới xã Phước Lập
4. Chia xã Tân Hòa Đông thành 2 xã mới: Tân Hòa Đông và Thạnh Mỹ.

Sau khi thành lập huyện Tân Phước, huyện Châu Thành còn lại diện tích tự nhiên 25.376,03 hécta với nhân khẩu 243.880, có 25 đơn vị hành chính cấp xã bao gồm 24 xã: Phú Phong, Kim Sơn, Song Thuận, Bàn Long, Vĩnh Kim, Bình Trưng, Hữu Đạo, Đông Hoà, Long Hưng, Dưỡng Điềm, Điềm Hy, Nhị Bình, Long Định, Tam Hiệp, Phước Thạnh, Thạnh Phú, Bình Đức, Thân Cửu Nghĩa, Tân Lý Tây, Tân Lý Đông, Tân Hội Đông, Tân Hương, Long An, Thới Sơn và thị trấn Tân Hiệp.
Ngày 26 tháng 9 năm 2009, Chính phủ Việt Nam ban hành Nghị quyết số 28/NQ-CP về việc điều chỉnh địa giới hành chính huyện Châu Thành, huyện Chợ Gạo, để mở rộng địa giới hành chính thành phố Mỹ Tho. Theo đó, điều chỉnh 2.585,77 ha diện tích tự nhiên và 24.440 nhân khẩu của huyện Châu Thành, bao gồm:
1. Điều chỉnh 1.211,64 ha diện tích tự nhiên và 5.505 nhân khẩu của xã Thới Sơn
2. Điều chỉnh 329,90 ha diện tích tự nhiên và 4.174 nhân khẩu của xã Long An
3. Điều chỉnh 177,69 ha diện tích tự nhiên và 1.754 nhân khẩu của xã Thạnh Phú
4. Điều chỉnh 510,01 ha diện tích tự nhiên và 6.177 nhân khẩu của xã Phước Thạnh
5. Điều chỉnh 356,53 ha diện tích tự nhiên và 6.830 nhân khẩu của xã Bình Đức về thành phố Mỹ Tho quản lý.
6. Trong đó, phần diện tích và dân số của 3 xã Long An, Phước Thạnh và Thạnh Phú lập thành xã Phước Thạnh mới thuộc thành phố Mỹ Tho
7. Phần diện tích và dân số của xã Bình Đức nhập vào xã Trung An
8. Điều chỉnh 323,14 ha diện tích tự nhiên và 3.093 nhân khẩu còn lại của xã Phước Thạnh về xã Thạnh Phú quản lý.

Sau khi điều chỉnh, huyện Châu Thành còn lại 22.991,09 ha diện tích tự nhiên và 234.423 nhân khẩu, có 23 đơn vị hành chính trực thuộc, bao gồm: thị trấn Tân Hiệp và 22 xã: Tân Hội Đông, Tân Hương, Tân Lý Đông, Tân Lý Tây, Thân Cửu Nghĩa, Tam Hiệp, Điềm Hy, Nhị Bình, Dưỡng Điềm, Đông Hòa, Hữu Đạo, Long An, Long Hưng, Bình Trưng, Thạnh Phú, Bàn Long, Vĩnh Kim, Bình Đức, Song Thuận, Kim Sơn, Phú Phong, Long Định.
Ngày 28 tháng 9 năm 2024, Ủy ban Thường vụ Quốc hội ban hành Nghị quyết số 1202/NQ-UBTVQH15 về việc sắp xếp đơn vị hành chính cấp xã của tỉnh Tiền Giang giai đoạn 2023 – 2025 (nghị quyết có hiệu lực từ ngày 1 tháng 11 năm 2024). Theo đó:
- Sáp nhập xã Hữu Đạo và xã Dưỡng Điềm vào xã Bình Trưng.
- Sáp nhập xã Tân Lý Tây vào thị trấn Tân Hiệp.

Huyện Châu Thành có 1 thị trấn và 19 xã.

## Danh nhân
- MC, diễn viên Quyền Linh.
- Đạo diễn, diễn viên, ca sĩ Lý Hải.